# Pseudotelphusa acrobrunella
Pseudotelphusa acrobrunella är en fjärilsart som beskrevs av Park 1992. Pseudotelphusa acrobrunella ingår i släktet Pseudotelphusa och familjen stävmalar. Inga underarter finns listade i Catalogue of Life.